# كمر كندي (غربي أردبيل)
کمر کندي (بالفارسية: کمرکندی) هي منطقة سكنية تقع في إيران في اسيا في قسم الغربي الريفي.